# Adolf Aminoff (1856–1938)
Adolf Petter Johannes Aminoff, född 9 januari 1856 i Viborg, död 20 september 1938 i Helsingfors, var en finländsk militär av släkten Aminoff. Han var son till Berndt Aminoff.
Aminoff utexaminerades 1878 från Finska kadettkåren, tjänstgjorde 1878–1881 i Ryssland och därefter i hemlandet, bland annat vid Finska dragonregementet 1890–1901. Han landsförvisades 1903 av politiska orsaker, då han tjänstgjorde som politierådman i Viborg; blev efter återkomsten 1905 utnämnd till kamrer vid trafikkontoret i Viborg. Han deltog i finska inbördeskriget 1918 på den karelska och den savolaxiska fronten; var bland annat befälhavare för den så kallade Venäjänsaarikåren. Han uppnådde generalmajors grad 1933.